# Natalija Dobryns'ka
Natalija Volodymyrivna Dobryns'ka (in ucraino Наталя Володимирівна Добринська?; Oblast' di Vinnycja, 29 maggio 1982) è una multiplista ucraina.

## Biografia
Si è aggiudicata la medaglia d'oro ai Giochi Olimpici di Pechino nel 2008 nell'eptathlon, migliorando nell'occasione il proprio personale di oltre 340 punti. Nella stessa specialità ha ottenuto un quarto e un quinto posto in due edizioni dei Campionati mondiali di atletica leggera.
Il 9 marzo 2012, nel corso dei Campionati mondiali indoor di Istanbul, ha stabilito il nuovo record mondiale nel Pentathlon con 5.013 punti , cancellando il precedente primato di Irina Belova datato 1992, e divenendo la prima atleta a superare il muro dei 5.000 punti, quasi 32 anni dopo il superamento dello stesso limite all'aperto da parte della sovietica Nadežda Tkačenko. Queste le sue prestazioni sulle singole gare:
- 8"38 nei 60 metri a ostacoli
- 1,84 m nel salto in alto
- 15,61 m nel getto del peso
- 6,57 m nel salto in lungo
- 2'11"15 negli 800 metri piani

## Record del mondo
- Pentathlon: 5013 pt. ( Istanbul, 9 marzo 2012)

## Progressione

### Eptathlon
| Stagione | Risultato | Luogo      | Data      | Rank. Mond. |
| -------- | --------- | ---------- | --------- | ----------- |
| 2011     | 6.539 p.  | Taegu      | 30-8-2011 | 5ª          |
| 2010     | 6.778 p.  | Barcellona | 31-7-2010 | 2ª          |
| 2009     | 6.558 p.  | Götzis     | 31-5-2009 | 2ª          |
| 2008     | 6.733 p.  | Pechino    | 16-8-2008 | 1ª          |
| 2007     | 6.327 p.  | Osaka      | 26-8-2007 | 9ª          |
| 2006     | 6.356 p.  | Göteborg   | 8-8-2006  | 10ª         |
| 2005     | 6.299 p.  | Götzis     | 29-5-2005 | 9ª          |
| 2004     | 6.387 p.  | Götzis     | 30-5-2004 | 5ª          |
| 2003     | 5.877 p.  | Arles      | 8-6-2003  | 53ª         |
| 2002     | 5.936 p.  | Donec'k    | 19-8-2002 | 37ª         |
| 2001     | 5.742 p.  | Kiev       | 19-5-2001 | -           |
| 2000     | 5.322 p.  | Kiev       | 4-6-2000  | -           |

### Pentathlon
| Stagione | Risultato | Luogo      | Data       | Rank. Mond. |
| -------- | --------- | ---------- | ---------- | ----------- |
| 2012     | 5.013 p.  | Istanbul   | 9-3-2012   | 1ª          |
| 2010     | 4.851 p.  | Doha       | 13-3-2010  | 3ª          |
| 2008     | 4.758 p.  | Tallinn    | 15-2-2008  | 6ª          |
| 2007     | 4.739 p.  | Birmingham | 2-3-2007   | 6ª          |
| 2005     | 4.667 p.  | Madrid     | 4-3-2005   | 3ª          |
| 2004     | 4.727 p.  | Budapest   | 5-3-2004   | 2ª          |
| 2003     | 4.384 p.  | Sumy       | 22-2-2003  | 11ª         |
| 2001     | 4.294 p.  | Brovary    | 16-12-2001 | 14ª         |
| 2000     | 3.975 p.  | Brovary    | 7-2-2000   | -           |

## Palmarès
| Anno | Manifestazione   | Sede       | Evento         | Risultato | Prestazione | Note                                     |
| ---- | ---------------- | ---------- | -------------- | --------- | ----------- | ---------------------------------------- |
| 2001 | Europei juniores | Grosseto   | Eptathlon      | 10ª       | 5.329 p.    |                                          |
| 2003 | Europei under 23 | Bydgoszcz  | Eptathlon      | 5ª        | 5,798 p.    |                                          |
| 2003 | Universiadi      | Taegu      | Eptathlon      | 12ª       | 5,553 p.    |                                          |
| 2004 | Mondiali indoor  | Budapest   | Pentathlon     | Argento   | 4.727 p.    | Record nazionale                         |
| 2004 | Giochi olimpici  | Atene      | Eptathlon      | 8ª        | 6.255 p.    |                                          |
| 2005 | Europei indoor   | Madrid     | Pentathlon     | Bronzo    | 4.667 p.    | Miglior prestazione personale stagionale |
| 2005 | Mondiali         | Helsinki   | Eptathlon      | 9ª        | 6.144 p.    |                                          |
| 2006 | Europei          | Göteborg   | Eptathlon      | 6ª        | 6.356 p.    | Miglior prestazione personale stagionale |
| 2007 | Europei indoor   | Birmingham | Pentathlon     | 5ª        | 4.739 p.    | Record nazionale                         |
| 2007 | Mondiali         | Osaka      | Eptathlon      | 8ª        | 6.327 p.    | Miglior prestazione personale stagionale |
| 2008 | Mondiali indoor  | Valencia   | Pentathlon     | 4ª        | 4.742 p.    |                                          |
| 2008 | Giochi olimpici  | Pechino    | Eptathlon      | Oro       | 6.733 p.    | Miglior prestazione personale            |
| 2009 | Mondiali         | Berlino    | Salto in lungo | 19ª (q)   | 6,38 m      |                                          |
| 2009 | Mondiali         | Berlino    | Eptathlon      | 4ª        | 6.444 p.    |                                          |
| 2010 | Mondiali indoor  | Doha       | Pentathlon     | Argento   | 4.851 p.    | Record nazionale                         |
| 2010 | Europei          | Barcellona | Eptathlon      | Argento   | 6.778 p.    | Miglior prestazione personale            |
| 2011 | Mondiali         | Taegu      | Eptathlon      | 4ª        | 6.539 p.    |                                          |
| 2012 | Mondiali indoor  | Istanbul   | Pentathlon     | Oro       | 5.013 p.    | Record mondiale · Record dei campionati  |

## Altre competizioni internazionali
2009
- Oro all'Hypo-Meeting ( Götzis), eptathlon - 6.558 p.